# Might and Magic Book One: The Secret of the Inner Sanctum
Might and Magic Book One: The Secret of the Inner Sanctum — первая игра в жанре RPG из серии Might and Magic. Выпущена в 1986 году компанией New World Computing, затем входила в издания Might and Magic VI (Limited/Special Edition).

## Разработка
Самая первая версия игры для компьютера Apple II разрабатывалась Джоном Ван Канегемом в течение трёх лет практически в одиночку. Ван Канегему не сразу удалось найти издателя для своей игры, поэтому он сам организовал фирму, будущую New World Computing, прямо в своей квартире в Лос-Анджелесе, и занимался изданием самостоятельно, пока не смог заключить сделку по распространению с Activision.
Игра обрела немалую популярность, в дальнейшем была портирована на ряд других платформ, распространённых в конце 80-х, а в течение следующих двадцати пяти лет было выпущено девять сиквелов.
На NES игра была портирована в 1992 году. Хотя основы игрового процесса остались без изменений, качество графики и общая полнота игры отражали более позднюю дату выпуска и более широкие возможности платформы Nintendo.
Позже игра была снова перевыпущена для японского рынка на платформе PC Engine для приставки CD-ROM² уже на дисках, а не на картриджах, что позволяло воспроизводить оцифрованные голоса диалогов в результате увеличения памяти.

## Сюжет
Приключения персонажей начинаются в городке Сорпигаль. В одной из тюремных камер, поразив освободившихся монстров, герои встречают старца, дающего им поручение принести свиток из веленя в город Эрликвин и передать его чародею Агару. Найдя Агара в таверне и показав ему свиток, герои получают задание передать этот же свиток Телгорану, живущему в Даске. Добравшись до расположенного среди пустыни Даска, отряд узнаёт свою основную цель — спасение VARN от злодея, допустившего распространение монстров по всему миру. Отряд получает подсказки от загадочных братьев Зама и Зома и находят по ним рубиновый свисток. Его герои используют для проникновения в крепость в Зачарованном лесу. Нижний уровень крепости содержит постамент с белым псом, магический объект, обыскав который герои находят золотой ключ.
Отряд игрока отправляется в горы и находит в их глубине крепость Дум. Золотой ключ оказывается ключом от волшебной тюрьмы короля Аламара, который по освобождении отдаёт персонажам артефакт — Глаз Гороса. Заявившись с ним к узурпатору трона, ранее представлявшимся Аламаром, герои попадают под действие его заклинания и оказываются в Душевном Лабиринте.
Отгадав имя узурпатора, ясного из архитектуры лабиринта (внутренние стены представляют собой фразу «Моё имя Шелтем», англ. «My name is Sheltem»), герои выполняют основное своё задание и теперь должны найти таинственное Внутреннее святилище. Отыскав ключ от Алмазной двери или используя Astral Spell, персонажи попадают в астральный мир и активизируют пять проекторов. Для прохода в последнюю дверь, героям приходится столкнуться с Вулканным Богом и забрать у него ключ-карту.
Активировав проекторы и использовав карту, герои открывают Внутреннее святилище. Оно оказывается комнатой разработчика игры, который поздравляет их с окончанием приключения и открывает для них ворота в другой мир.
Помимо этого, героев ожидает множество других необязательных локаций и приключений. Они включают в себя поиск предметов для лорда Хакера, спасение лорда Килбурна, борьбу с пиратами и разбойниками, выбивание драконьего зуба, восстановление зрения колдуну Огу, разрешение загадки города Портсмита, поиск легендарного Колеса Удачи и схватку с четырьмя могущественными зверьми VARN.

## Критика
К 1989 году было продано более 100 000 экземпляров игры.
В 1987 году журнал Compute! похвалил Might and Magic за большой объём содержимого, нелинейный игровой процесс и аспекты её графики, но отметил что игровой графике не хватает анимации, и что графика врагов довольно бедна. Обозревательница Scorpia из Computer Gaming World аналогично похвалила широту игры, но отметила что в ранних версиях игры партия была экипирована только дубинками, из-за чего начало игры было очень сложным. В 1988 году журнал поставил Might and Magic в свой Зал славы игр, высоко оценённых читателями. В 1993 году Scorpia написала, что несмотря на высокую начальную сложность, «это стоит усилий». В 1996 году журнал поставил Might and Magic на 23 место из лучших игр за всё время. Редакторы написали, что «трехмёрные подземелья в комбинации с огромной картой мира были всего лишь одними из двух основных особенностей этой продвинутой CRPG».
Версия игры для Apple II была рассмотрена Патрисией Лессер в 1987 году в журнале Dragon #122, в колонке The Role of Computers. Лессер написала что «это приключение потрясающее по своим масштабам, совершенно увлекательное, графически приятное и это одна из пяти лучших игр, когда-либо созданных для компьютера». В последующих колонках обозреватели дали игре 5 из 5 звёзд. Хартли, Патрисия и Кирк Лессер сделали обзор версии для IBM PC в 132 номере журнала Dragon в 1988 году, также дав ей 5 из 5 звёзд. Лессеры в 140 номере опубликовали обзор версии для MacIntosh, дав 4½ звёзды версии для Macintosh II, и 3½ версии для Macintosh Plus.
Современные комментаторы отдают признание MM1 за огромные границы её мира, за её свободу исследований и за новаторские аспекты, такие как включение расы, пола и мировоззрения игроков в игровой процесс.